# Donskoje (Kaliningrad, Osjorsk)
Donskoje (russisch Донское, deutsch Elkinehlen, 1938–1945 Elken) ist ein Ort in der russischen Oblast Kaliningrad. Er gehört zur kommunalen Selbstverwaltungseinheit Munizipalkreis Osjorsk im Rajon Osjorsk.

## Geographische Lage
Donskoje liegt 19 Kilometer nordwestlich der Rajonstadt Osjorsk (Darkehmen/Angerapp) an der Kommunalstraße 27K-160 von Krasnojarskoje (Sodehnen) an der Regionalstraße 27A-043 (ex R517) nach Sadowoje (Szallgirren/Kreuzhausen) an der Regionalstraße 27A-037 (ex A197).
Vor 1945 war Elkinehlen alias Elken Bahnstation an der Bahnstrecke der Insterburger Kleinbahnen von Insterburg (seit 1946 Tschernjachowsk) nach Trempen (Nowostrojewo).

## Geschichte
In Gutsdorf Elkinehlen lebten im Jahre 1818 113 Einwohner, deren Zahl bis 1863 auf 135 anstieg. Im Jahre 1874 wurde der Gutsbezirk Elkinehlen dem neu eingerichteten Amtsbezirk Tarputschen (Ksp. Trempen, 1938–1945 Sauckenhof, heute russisch: Luschki) im Kreis Darkehmen zugeordnet.
Im Jahre 1907 lebten 123 Menschen in Elkinehlen, 1925 waren es bereits 195. Am 30. September 1928 schlossen sich der Gutsbezirk Elkinehlen und die Landgemeinde Szameitschen (Ksp. Trempen) zur neuen Landgemeinde Elkinehlen zusammen, und am 24. November 1928 wurde ein Teil der Landgemeinde Lenkimmen (1938–1945 Uhlenhorst, heute russisch: Lipki) in die Landgemeinde Elkinehlen eingegliedert. 1933 wurden 235 Einwohner gezählt, und 1939 waren es noch 187. Am 3. Juni 1938 (amtlich bestätigt am 16. Juli 1938) erhielt Elkinehlen den neuen Namen „Elken“.
Infolge des Zweiten Weltkrieges wurde der Ort mit dem gesamten nördlichen Ostpreußen unter sowjetische Administration gestellt. 1947 erhielt der Ort den russischen Namen „Donskoje“ und wurde gleichzeitig dem Dorfsowjet Nowostrojewski selski Sowet im Rajon Osjorsk zugeordnet. Später gelangte der Ort in den Nekrassowski selski Sowet. Von 2008 bis 2014 gehörte Donskoje zur Landgemeinde Nowostrojewskoje selskoje posselenije, von 2015 bis 2020 zum Stadtkreis Osjorsk und seither zum Munizipalkreis Osjorsk.

## Kirche
Die mehrheitlich evangelische Bevölkerung von Elkinehlen bzw. Elkern war bis 1945 in das Kirchspiel Trempen (seit 1946: Nowostrojewo) eingepfarrt. Es gehörte zum Kirchenkreis Darkehmen (1938–1946 Angerapp) in der Kirchenprovinz Ostpreußen der Kirche der Altpreußischen Union. Letzter deutscher Geistlicher war Pfarrer Karl Murach.
In der Zeit der Sowjetunion kam das kirchliche Leben aufgrund staatlichen Verbotes zum Erliegen. Erst in den 1990er Jahren entstanden in der seit 1991/92 russischen Oblast Kaliningrad neue evangelische Gemeinden, deren Donskoje am nächsten liegende die in der Stadt Tschernjachowsk (Insterburg) ist. Sie ist der ebenfalls neu errichteten Propstei Kaliningrad in der Evangelisch-Lutherischen Kirche Europäisches Russland (ELKER) zugeordnet.